# الفن
شهر الفن (به آلمانی: Olfen) در ایالت نوردراین-وستفالن در کشور آلمان واقع شده‌است.